# Óscar Posenatto
Óscar Enrique Posenatto Dekimpe (Gualeguay, Provincia de Entre Ríos, Argentina, 11 de febrero de 1942 - Argentina, 30 de agosto de 2020) fue un futbolista argentino que jugó como defensa central y militó en diferentes clubes de Argentina y Chile. Fue en este último país mencionado, donde tuvo sus mejores momentos de gloria, porque a pesar de que no fue campeón, en sus 11 años de estadía en Chile, jugó en 5 clubes de ese país, de los cuales solamente fue en uno, donde estuvo en 3 ciclos distintos y fue en Magallanes, durante la década de los 70'.

## Clubes
| Club               | País      | Año       |
| ------------------ | --------- | --------- |
| San Lorenzo        | Argentina | 1962-1966 |
| Unión de Santa Fe  | Argentina | 1967      |
| Unión Española     | Chile     | 1968-1969 |
| Magallanes         | Chile     | 1970-1972 |
| Deportes La Serena | Chile     | 1973-1974 |
| Santiago Wanderers | Chile     | 1974-1975 |
| Magallanes         | Chile     | 1976      |
| Deportes Aviación  | Chile     | 1977-1978 |
| Magallanes         | Chile     | 1979      |